# جي كيو
جي كيو (بالإنجليزية: GQ)‏ هو ممثل أمريكي، ولد في 7 فبراير 1976 بشيكاغو في الولايات المتحدة.

## وصلات خارجية
- جي كيو على موقع IMDb (الإنجليزية)
- جي كيو على موقع قاعدة بيانات برودواي على الإنترنت (الإنجليزية)
- جي كيو على موقع قاعدة بيانات برودواي على الإنترنت (الإنجليزية)
- جي كيو على موقع قاعدة بيانات الفيلم (الإنجليزية)
- جي كيو على موقع كينوبويسك (الروسية)